# 3124 Kansas
3124 Kansas este un asteroid din centura principală, descoperit pe 3 noiembrie 1981 de David Tholen.